# Metapanamomops
Metapanamomops kaestneri es una especie de araña araneomorfa de la familia Linyphiidae. Es el único miembro del género monotípico Metapanamomops.

## Distribución
Es un endemismo de Alemania, Polonia y Ucrania.